# Rundschau Deutschland
Rundschau Deutschland war der Name einer 1981 organisierten Kunstausstellung der Neuen Wilden in München und Köln.
Die Ausstellung ging von neuen Entwicklungen in der Malerei aus, die vor allem durch Künstlergruppen aus Berlin, Düsseldorf, Hamburg und München vorangetrieben wurden, die sich in Ausstellungen wie Heftige Malerei (Berlin Moritzplatz), Neue Bilder aus Deutschland (Mülheimer Freiheit) und Schlaglicher (Rheinisches Landesmuseum Bonn) erstmals einem breiteren Publikum vorgestellt hatten. Die Ausstellung Rundschau Deutschland führte die Protagonisten dieser neuen Strömungen zusammen. Die Ausstellung fand in der Fabrik Lothringerstraße 13 in München vom 3. März 1981 bis 13. April 1981 sowie im Klapperhof Köln statt.
Der Kunstkritiker Helmut Schneider zieht in der Zeit ein kritisches Resümee der Ausstellung: „[...] Diese Bilder sind Beispiele einer InstantMalerei, bestimmt zum sofortigen Verbrauch, heute gerade noch aktuell, morgen schon nicht mehr. Sie verdeutlichen aber auch den Bewußtseinszustand von Jugendlichen. No future, keine Zukunft.“

## Ausstellende Künstler (Auswahl)
- Martin Kippenberger
- Ina Barfuss
- Albert und Markus Oehlen
- Rainer Fetting
- Jiri Dokoupil
- Daniel Nagel
- Stefan Szczesny
- Salome
- Walter Dahn
- Bernd Zimmer
- Hans Peter Adamski
- Thomas Wachweger
- Peter Bömmels
- Peter Angermann
- Ugo Dossi
- Axel Hütte
- Volker Tannert